# 蒼太の包丁 銀座・板前修業日記
『蒼太の包丁 銀座・板前修業日記』（そうたのほうちょう ぎんざいたまえしゅぎょうにっき）は、原作：末田雄一郎、作画：本庄敬による日本の料理漫画。『蒼太の包丁』と略される場合も多い。

## 概要
『蒼太の包丁 銀座・板前修業日記』は2003年から2013年まで『週刊漫画サンデー』（実業之日本社。なお2012年6月より月2回刊の『漫画サンデー』に誌名を変更）誌上で連載された漫画作品である。2014年1月に単行本最終41巻が刊行された。
東京の名店「富み久」で働く北丘蒼太が「心を伝える料理」を目指しひたむきに料理修行を続けるという物語である。
作中の固有名詞や掛け軸等に出版社名や雑誌名にちなんだ表現（「実日」「サンデー」「マンサン」など）が多く見られる。
2017年7月から『俺流！絶品めし』（ぶんか社）Vol.1より『新・蒼太の包丁』として連載開始。
作者の本庄敬によると、諸事情によりVol.35で最終回を迎えたが、未完であるとも伝えられた。
2023年9月よりシナリオに桜小路むつみを迎え連載を再開。

## あらすじ
主人公北丘蒼太の実家は北海道静内で「きたおか」という料理屋を営んでいたが、母の事故死により父が気落ちして店は寂れてしまった。蒼太はそんな実家を立て直そうと上京したが、思うような修行ができないでいた。定食屋の店員として働いていた時に、仕入れの帰りに偶然落とした一本のニンジンをわざわざ拾いに戻った所、それを見ていた富田久五郎と出会いそのまま東京でも五本の指に入るという料亭「富み久」へとスカウトされる。山村、青柳といった良い先輩にも恵まれ念願の和食の修行を始めた蒼太は「心を伝える料理」を目指し日夜料理修行に励む。

## 登場人物
カッコ内は読み仮名。

### 主要登場人物
北丘蒼太（きたおか そうた）
本作の主人公。北海道は静内の料理屋「きたおか」の1人息子。寂れた実家を立て直そうと高校卒業後上京したが、働くはずの料亭が閉店しており飛び込みでラーメン屋の出前を始め、その後定食屋に勤めるが、仕入れの最中に道路に落としたニンジンを「もったいない」とわざわざ拾いに戻るほど材料に対し思い入れを持つ。その性根の良さを富田久五郎に見出され、「富み久」の追回しとして働き始める。家が料理屋で幼い頃から店を手伝っていたため、追回しとはいえ実日堂の難題を解くほどの実力を持つ。基礎的な技術を身につけたあたりから父の料理を見よう見まねで再現できるようになり、料理のレパートリーも広がった。北海道の食材には強く、郷土料理においては山村や花ノ井をもしのぐ腕を発揮する。反面バカがつくほどお人好しで真面目な性格で、客や修業仲間の相談や悩みにも真剣に向き合い解決するまで努力することも多く、それが自身に向いた時には伸び悩む原因となることもあった。
連載が進むにつれ、焼き方、煮方と出世し修業の成果を発揮、ついには敷島寛二郎の主催する宴席で国外のVIPを接待する料理人の一人に抜擢されるまでになるが、その宴席が迫るなかで父親の胃ガンが発覚する。父のもとへ駆けつけようとした蒼太だったが、「どんな時も板場に立てる喜びを忘れるな」という父の言葉を思い出し宴席で料理を振るまい父の死に目に会えなかった。
料理にかけるひたむきさは作中で多くの人の心をとらえており、元外務大臣の曽根川慶介をはじめとする多くのファンが存在する。一方恋愛には奥手で幼なじみの純子、同僚の雅美、社長令嬢の真知に好意を寄せられるもうろたえるばかりである。自身は富田家の一人娘さつきに好意を寄せており、一人前になったら告白しようと心に秘め修業を続けていたが、さつきの見合い話が持ち上がった際に花ノ井の後押しでようやく告白にこぎ着けた。が、父親の死よりも料理を優先したことへのわだかまりを持つさつきはその告白が受け入れられずにいる（仲が悪い訳ではなく、さつき自身も蒼太の事は憎からず思っている）。
父の死後も気落ちする事無く、東京で店を構えることを目標に精進を重ね、一握会後援のもと分富み久が開店した際にはついに富み久本店の板長をまかされることとなったが、その後さつきの指示により板長を須貝に譲り、自身の料理を探求して料理修行の旅に出る事で己の初心と真っ向から向かい合う事となる。
続編の『新』では雅美と共に修行の旅へと出ており、練馬・大泉学園に自身の店「富み久カムイ」を開業する。
富田久五郎（とみた きゅうごろう）
次期総理大臣と目される敷島寛二郎やベストセラー作家などが常連の、東京で5本の指に入る名店、銀座「富み久」を一代で築き上げた料理人で、和食の鬼と称される人物。妻のキクヨと一人娘のさつきと暮らしている。連載当初から腰を痛めており、早々に板場から身を引いた。包丁を置いた後も豊富な経験と実績で後進を指導する毎日を送っている。蒼太のことを実の息子のように思い、その成長を楽しみにしている。蒼太の成長が顕著になると富み久に置いておくべきかどうか悩み、富み久周辺の再開発計画に伴い「富み久の魂」を受け継ぐ分富み久を山村にまかせ、「富田久五郎の思い」と共に本店を蒼太に託した。
富み久本店は富田久五郎が惚れ込んだ建物であり、前身は料亭「紀兵衛（きへえ）」という。若き実日堂の働きで出資者を求めようやく独立にこぎつけた。そのため思い入れも深く「この建物が失われたら富み久じゃない」というほどだった。
続編の『新』でも登場。店に立つ事は無くなったが、「富み久・常陸」開業に協力したり、暴走しがちなさつきを諌めたりと陰ながら支えている。
富田さつき（とみた さつき）
「富み久」の一人娘。蒼太が富み久に入ったばかりの頃はまだ大学生だった。連載当初は実家をあまり意識する事なくアパートで一人暮らしをしながら大学で法律を学んでいた。在学中は小遣い稼ぎとして実家に出入りし仲居の真似事をしていたが、大学卒業後法律事務所に就職して実家から独立する。しかし、実家の事は在学中から気にかけており、就職後も多数の顧客が「富み久」の名をたびたび口にすることから改めて家業の価値を認識する。純子の仲介により、女将引退を考えていたキクヨの後を継ぐことを決意、法律事務所時代の恋人との別れを機に若女将として富み久での修業を開始する。
性格は屈託が無く、自由奔放で負けず嫌い。思った事をそのまま口に出す性格のため失敗も多いが、それを補うことのできる明るさも持つ。ただ、礼儀作法のできていない慌て者の印象も拭えず、特に家業を継ぐと意識したのが遅かったため魚や料理の知識が乏しいがそういった弱点を作法教室などに通う事で払拭しようとするなど、文化を頭だけで考える傾向がある。
蒼太の告白を受けてはいるが、明確な返事を先延ばしにしている。とは言え決して嫌っているわけではなく多少の意識はしている。七門真知が蒼太に強引なアタックを仕掛けた際には自分の婚約者だとしてはねつけた事もある。ただし、蒼太が父親の臨終より料理を取った事にショックを受けており、その事が交際や結婚などの対象から遠ざけさせているようだったが、それ以上に自身が富み久の若女将となる事で失った恋人との幸せな未来というものに対し強いコンプレックスを抱いており、無くした幸せな未来と現実を比較する心が自身の未熟さから目を背け目に見える結論を急いでいる事も原因のようである。最終的にその想いが強くなりすぎた為、蒼太を富み久から放逐する事に繋がった。
続編の『新』でも登場。東京オリンピックを見据え「富み久」の事業拡大に日々奔走している。
山村茂樹（やまむら しげき）
連載当初は「富み久」の脇板で、久五郎引退後は2代目の花板となり、分富み久開店後は分富み久の花板をまかされる。高い技術に加え豊富な知識を持ち合わせた板前で、おとうと弟子達に対する面倒見も良い。既婚者で娘が一人いる。5人兄弟の長男として企業城下町に育ち、忙しい両親に代わって4人の弟妹の面倒を見るうちに料理に目覚めるが、学歴が無く苦労した父親の希望する大学進学を受け入れず勘当同然で家を出て料理学校に通い料理人となった。その反発心から辛い修業に音を上げることなく名店「富み久」をまかされるまでの腕となる。後に妹の結婚や父の病気などを経て家族とも和解している。
蒼太の実力を認めており、頼りになる兄貴分でもある。蒼太が花ノ井の店に勧誘された際に「年功で俺が富み久を継いでしまった」という意味の発言さえしている。
続編の『新』でも登場。自身の地元の茨城で開業された新店舗「富み久・常陸」の板長に就任する。
富田キクヨ（とみた きくよ）
「富み久」の女将であり富田久五郎の妻。さつきが家業に入ったため大女将として店全体の統括をしている（徐々にさつきにまかせる予定）。接客の極意である誠意と笑顔を体現できる人物で、従業員からの信頼も厚い。久五郎とは修業先の料亭で仲居として出会った。
続編の『新』でも登場。大女将として久五郎と共に「富み久」を陰ながら支えている。
青柳啓太郎（あおやぎ けいたろう）
蒼太の兄弟子。蒼太が店に入った頃には既に住み込みで修業を開始していた。高校を中退しており、優秀な兄と比べられるのを嫌がって料理の道を目指し、子供の頃の料理コンテストで褒められた経験のみを元に「富み久」に半ば押し掛けのように弟子入りしたが、料理にかける情熱は本物である。その後久五郎のおとうと弟子にあたる梅本に見出され料亭「うめもと」に移籍。そこで知り合った子持ちバツ1の杉本ゆかりと結婚した。ゆかりとつきあうきっかけになったと思われるテレビの料理対決番組出演の際に審査員から「良い修業をしている」と褒められており実力はある。移籍後も「富み久」のことは気にかけており、蒼太の実家「きたおか」が売却された際には不器用なやり方ながらも蒼太を励ました。「分富み久」が開店した際に富み久本店に呼び戻され、蒼太の脇板として内心穏やかではないながらも腕を振るう。
続編の『新』でも登場。腰を悪くした梅本に変わり「うめもと」の板場を任されている。
須貝宏哉（すがい ひろや）
「富み久」に追回しとして入った蒼太のおとうと弟子。高校を中退しており当初はちゃらんぽらんを地でいっていたが、青柳や蒼太の真剣さに感化されて料理の道に専念することを決意した。後に老舗料亭「神かわ」から移った雅美に練習していた焼き方の仕事を奪われた形になり悶々とした折り、久五郎の旧知である嵐田伸一に伸び代を買われて赤坂の料亭「なのは」に移籍した。同じ頃に純子に告白し付き合い始めるが、長続きせずに別れてしまった。嵐田軍団移籍後は丸刈りを角刈りにし、性格も多少ワイルドになっている。後に軍団の番頭格まで出世し、蒼太の代わりにさつきの指揮する富み久本店の板長となる。
続編の『新』でも登場。純子と復縁しており、結婚を見据えて交際している。
吉屋純子（よしや じゅんこ）
蒼太の一歳年下の幼なじみ。あだ名は純ペイ。高校は違っていたが蒼太のことをずっと想っていた。高校卒業後、蒼太に会いたい一心で上京し、「富み久」で働かせてほしいと頼むが断られる。しばらくしてさつきが家の手伝いをやめる事となったため急遽仲居として働く事となった。料理への勘や味覚は優れており、素直な性格から立ち居振る舞いも女将の言う通りにこなしたため、さつきが若女将修業に入った際にはキクヨから「純子ちゃんの方が仕事をわかっているから」と言われたほど。蒼太が片思いするさつきには複雑な感情を抱いていたが、キクヨが店を上がりたいと思う気持ちとさつきが家業に入りたいという気持ちの橋渡しをした。
蒼太にいきなりキスをするなど大胆なアプローチをしたが、蒼太の思いが自分には向かないことを自覚し一時期須貝と付き合うもほどなく別れ、北海道へと帰る。帰郷後も蒼太のことを想ったままでいる。
花ノ井清一（はなのい せいいち）
「西の天才」と呼ばれる京都出身の料理人。中卒で料理の道に入り、初登場時は京都「北斗屋」の焼き方を勤めていた。身長が低く隈取りのようなまぶたが特徴である。京料理を最高の料理と考えており、腕を上げる事に余念が無い。そのぶん他者への思いやりや気遣いには欠ける面があるが、それは自分の腕に絶対の自信を持つ反動でもある。富田久五郎など自分が認めた名人への尊敬の念は大きく料理への情熱も深い。同い年の蒼太をライバル視しており、何かにつけ相談にのったり相談をもちかけたりする。神楽坂に自分の店「花ノ井」を持つことになった時、久五郎に蒼太の引き抜きを打診した。また蒼太がさつきに告白するようお膳立てもしている。たびたび「富み久」に出入りしていたため、雅美の採用判断を任されるなど「富み久」とも縁が深い。
売り上げが上がってこない事でたびたびオーナーと衝突していたが、七門真知と付き合っている事を知ったオーナーの態度が豹変したことで料理人としての誇りを傷つけられたため、「花ノ井」を辞める宣言をした。
続編の『新』でも登場。流しの料理人として全国を巡っていたが、蒼太たちの前に再び現れる。その後山村が抜けた「分富み久」に滞在する。
赤瀬雅美（あかせ まさみ）
日本橋の老舗料亭「神かわ」で修業していた女性の板前。進学校に通っていたが、テレビの料理番組に出ていた北門欣司の料理に感銘を受け、高校卒業後料理学校に入り料理を志す。肝心の北門は女性を弟子に取らない主義だったため、学校卒業後「神かわ」に入る。しかし「神かわ」三代目の章介が交通事故により利き腕を負傷し料理人としては再起不能になってしまい、店の存続が危ぶまれるようになった。そんな折りに助に入った蒼太のひたむきさを見て彼に魅かれるようになる。若い雅美を先のある店で修業させたいという「神かわ」二代目の神川慎介の希望により「富み久」に移籍し、引き続き焼き方を勤めている。蒼太の側にいられるだけで幸せを感じる一方で、純子に蒼太がさつきを好きと教えられても、蒼太が富み久を出、店を構える時に側にいられる相手であるよう修業に励んでおり、最終的にその想いが報われる形となった。
続編の『新』では蒼太と共に修行の旅に出ており、「富み久カムイ」開店後は2人で店を切り盛りしている。

### その他の人々
北丘謙三（きたおか けんぞう）
蒼太の父。静内で料理屋「きたおか」を経営していた。腕は良くあちこちから引き合いがあるほどだったが、妻を交通事故で失ってから気落ちし、店を傾かせてしまった。蒼太が上京した後も細々と店をやっており、足を骨折した際に蒼太が手伝いをしに帰郷するも修業の妨げになると追い返すほど、ストイックな料理人の姿を見せる。しかしついには店を手放し、大手の和食チェーンの料理人として雇われる。ほどなくして上京し蒼太の成長ぶりを目の当たりにするが、その時はすでにガンに侵され板場に立つ事が出来ない状態だった。蒼太との別れ際に「どんな時でも板場に立てる喜びを忘れるな」と言い残し北海道に戻るが、間もなく転移により入院する。久五郎より蒼太が大きな仕事（敷島によるVIPの接待）が迫っているのを聞かされると喜ぶとともに病状を隠すように久五郎に頼みそのまま危篤状態となる。結果として自分を看取りに現れなかった蒼太の事を思ったのか、死に顔は笑顔であった。
実日堂（じつにちどう）
線香の専門店を経営している「東京の御意見番」として知られる食通。あちこちの店に現れては店の味を判定して口コミで伝える人物。若い頃から富田久五郎とは昵懇の仲で「富み久」開店にも力を尽くしている。難題や珍問奇問を店に持ち込む人物でもあり、料理人の間では有名な人物だという。実日堂は屋号で本名は明らかにされていない。
敷島寛二郎（しきしま かんじろう）
著名な政治家で清潔党党首。次期総理大臣とも言われ、腰は低いが押しは強い。「富み久」は妻が実日堂の紹介で使った縁から懇意にしており、蒼太を米国務長官の接待に駆り出した人物でもある。蒼太の父が危篤と聞いた段階では必死に彼を北海道へ帰そうとしていたが、川添完八のとりなしにより料理を続けさせた。妻をハニーと呼ぶ愛妻家。
敷島夫人
料理には一家言持つ美食家であり、政治家の妻とは思えないほどフレンドリーな性格。実日堂の紹介で「富み久」を使って以来重要な会合には「富み久」を訪れる。夫をダーリンと呼ぶ。
梅本（うめもと）
富田久五郎のおとうと弟子にあたる料理人。強面だが面倒見の良い性格。青柳を認め自身の店である「うめもと」にスカウトする。
続編の『新』でも登場。腰痛を発症しており青柳に板場を任せている。
神川慎介（かみかわ しんすけ）
日本橋の老舗料亭「神かわ」の二代目。富田久五郎とは旧知の仲らしく、息子の章介が事故にあってリハビリ中に「富み久」に助を依頼した。老舗ゆえの豊富な知識と老練な技術で蒼太の第二の師匠となる。あくまで蒼太の親方は富田久五郎という姿勢を崩さず、蒼太が「神かわ」を継ぐと申し出た時も、本人および親方の久五郎が認めたにも関わらず本心を見抜き移籍を良しとしなかった人物。雅美の親方でもあり、雅美を「富み久」に移したのもつぶれ行く店に置いておくのが忍びないという親心からである。
七門真知（ななかど まち）
飲食業チェーンや貸しビル業など多角経営を行なう「セブンス・ゲート」の社長令嬢。高級外車を乗り回し派手なファッションに身を包むが、料理の知識もあり舌も肥えている。蒼太のことを気に入り何かにつけちょっかいを出していた。さつきが蒼太の婚約者だと偽って手を引かせようとしたがあきらめずに蒼太を狙っていた。しばらく後に蒼太と再会した時には花ノ井と付き合い始めていた。
曽根川慶介（そねがわ けいすけ）
元外務大臣で政界からは引退。親しい友人の野瀬周平、崎谷大八とともに一握会と呼ばれている。「花ノ井」に助で来ていた蒼太の料理に感銘を受け、「富み久」にも訪れた。銀座の再開発計画を知り「分富み久」開店に助力する。
夏川紀美代（なつかわ きみよ）
純子が辞めた後に入った「富み久」の仲居。女性としては身長が高い。仲居としては経験豊富で、著名な和食グループの専務取締役をしている友人には自分と同じくらいにはなれた、と評されている。当時彼女が転職の決断をしなかったのは病気がちの一人息子の面倒をみるためで、蒼太はそれを知り「母親のプロ」と思った。意識していなくてもその日の来店客の数をカウントできる特技がある。
町田（まちだ）
料理の道に入ったばかりの追回し。高校中退して悪い仲間とつるんでいた生活を反省して料理人を目指す。左肩にはドクロの入れ墨があるが、蒼太も山村も絆創膏を貼っておけばいい、として問題にしなかった。二輪と四輪の免許を保有し、山村の父が意識不明になった時には単車で送り届けた。当初は助の扱いだったがいつの間にか「富み久」に移籍したらしく祝い肴を作るなど内弟子と同じ扱いを受けていた。「分富み久」開店後は山村とともにそちらに勤める。
続編の『新』でも登場。「富み久・常陸」に移籍した山村に代わり「分富み久」の板長を務める事になる。
春河綾乃（はるかわ あやの）
紀美代が「分富み久」に移った後に入った「富み久」の仲居。短大卒で秘書検定2級とパソコン検定3級を所持する。野球場で立ち売りの仕事をしていたが、母に手伝いに行かされたさつきと知り合い、就職のコネを求めてさつきに雇って欲しいと申し出て働くことになる。天真爛漫な性格で、有名人の客にミーハーなところがある。野球場の経験から大勢の客の食事進行状況を把握できる特技がある。
青柳ゆかり（あおやぎ ゆかり）
旧姓杉本。子持ちバツイチのトラック運転手で女手一つで娘の真由を育てていた。「うめもと」に客として来店した際に青柳の鰯の生鮓を食べて感銘を受ける。青柳がテレビに出るきっかけを作った張本人で後に彼と結婚した。性格は強気で気弱なところのある青柳を巧みにリードする。
青柳真由（あおやぎ まゆ）
ゆかりの連れ子で一人娘。自分のことをマユタンと呼ばれないと機嫌が悪くなる。天真爛漫で義父である青柳にもよく懐いている。保育園では口さがない男子に青柳との血の繋がりが無い事をからかわれたこともあったが、そんな男子を一喝するほどの強気な一面を持つ。

## 書誌情報

### 単行本
- 末田雄一郎（原作）・本庄敬（作画）『蒼太の包丁 銀座・板前修業日記』実業之日本社〈マンサンコミックス〉、全41巻
  1. 2004年2月28日発売[2]、ISBN 978-4-408-16805-0
  2. 2004年5月29日発売[3]、ISBN 978-4-408-16825-8
  3. 2004年8月28日発売[4]、ISBN 978-4-408-16848-7
  4. 2004年10月29日発売[5]、ISBN 978-4-408-16863-0
  5. 2004年12月20日発売[6]、ISBN 978-4-408-16877-7
  6. 2005年3月29日発売[7]、ISBN 978-4-408-16901-9
  7. 2005年6月29日発売[8]、ISBN 978-4-408-16924-8
  8. 2005年9月29日発売[9]、ISBN 978-4-408-16945-3
  9. 2005年12月20日発売[10]、ISBN 978-4-408-16964-4
  10. 2006年2月27日発売[11]、ISBN 978-4-408-16979-8
  11. 2006年6月29日発売[12]、ISBN 978-4-408-17004-6
  12. 2006年9月29日発売[13]、ISBN 978-4-408-17018-3
  13. 2007年1月29日発売[14]、ISBN 978-4-408-17040-4
  14. 2007年4月28日発売[15]、ISBN 978-4-408-17057-2
  15. 2007年8月29日発売[16]、ISBN 978-4-408-17075-6
  16. 2007年11月29日発売[17]、ISBN 978-4-408-17094-7
  17. 2008年3月29日発売[18]、ISBN 978-4-408-17113-5
  18. 2008年7月29日発売[19]、ISBN 978-4-408-17134-0
  19. 2008年11月29日発売[20]、ISBN 978-4-408-17154-8
  20. 2009年3月28日発売[21]、ISBN 978-4-408-17173-9
  21. 2009年7月29日発売[22]、ISBN 978-4-408-17197-5
  22. 2009年10月29日発売[23]、ISBN 978-4-408-17214-9
  23. 2010年1月29日発売[24]、ISBN 978-4-408-17230-9
  24. 2010年4月28日発売[25]、ISBN 978-4-408-17245-3
  25. 2010年7月29日発売[26]、ISBN 978-4-408-17262-0
  26. 2010年10月29日発売[27]、ISBN 978-4-408-17278-1
  27. 2011年1月29日発売[28]、ISBN 978-4-408-17296-5
  28. 2011年3月29日発売[29]、ISBN 978-4-408-17309-2
  29. 2011年5月28日発売[30]、ISBN 978-4-408-17318-4
  30. 2011年7月29日発売[31]、ISBN 978-4-408-17329-0
  31. 2011年11月29日発売[32]、ISBN 978-4-408-17354-2
  32. 2012年2月27日発売[33]、ISBN 978-4-408-17373-3
  33. 2012年4月26日発売[34]、ISBN 978-4-408-17385-6
  34. 2012年7月28日発売[35]、ISBN 978-4-408-17402-0
  35. 2012年10月29日発売[36]、ISBN 978-4-408-17414-3
  36. 2013年1月29日発売[37]、ISBN 978-4-408-17429-7
  37. 旭川編 2013年3月28日発売[38]、ISBN 978-4-408-17437-2
  38. 2013年6月29日発売[39]、ISBN 978-4-408-17450-1
  39. 2013年9月28日発売[40]、ISBN 978-4-408-17464-8
  40. 2013年11月29日発売[41]、ISBN 978-4-408-17472-3
  41. 2014年1月29日発売[42]、ISBN 978-4-408-17485-3

- 末田雄一郎（原作）・本庄敬（作画）『新・蒼太の包丁』ぶんか社〈ぶんか社コミックス〉、既刊7巻（2025年5月19日現在）
  1. 2018年7月14日発売[43][44]、ISBN 978-4-8211-3650-6
  2. 2019年8月16日発売[45][46]、ISBN 978-4-8211-3836-4
  3. 2020年7月14日発売[47]、ISBN 978-4-8211-3958-3
  4. 2021年3月13日発売[48]、ISBN 978-4-8211-2762-7
  5. 2021年11月12日発売[49]、ISBN 978-4-8211-2826-6
  6. 2023年3月16日発売[50]、ISBN 978-4-8211-5430-2
  7. 2025年5月19日発売[51]、ISBN 978-4-8211-1051-3

### 傑作選など
- 末田雄一郎（原作）・本庄敬（作画）『マンサンQコミックス 蒼太の包丁特選集』実業之日本社〈マンサンQコミックス〉、全3巻
  1. 「心暖まる冬の旬味編」2007年1月9日発売[52]、ISBN 978-4-408-17039-8
  2. 「さわやか夏の涼味編」2007年7月6日発売[53]、ISBN 978-4-408-17069-5
  3. 「豪快黒潮の味・カツオ編」2008年5月7日発売[54]、ISBN 978-4-408-17122-7

- 末田雄一郎（原作）・本庄敬（作画）『マンサンQコミックス 蒼太の包丁Special』実業之日本社〈マンサンQコミックス〉、全22巻
  1. 2008年8月7日発売[55]、ISBN 978-4-408-17136-4
  2. 2008年12月6日発売[56]、ISBN 978-4-408-17158-6
  3. 2009年5月7日発売[57]、ISBN 978-4-408-17184-5
  4. 2009年9月7日発売[58]、ISBN 978-4-408-17208-8
  5. 2009年12月7日発売[59]、ISBN 978-4-408-17222-4
  6. 2010年3月6日発売[60]、ISBN 978-4-408-17238-5
  7. 2010年6月7日発売[61]、ISBN 978-4-408-17253-8
  8. 2010年11月6日発売[62]、ISBN 978-4-408-17282-8
  9. 2011年2月7日発売[63]、ISBN 978-4-408-17300-9
  10. 2011年6月7日発売[64]、ISBN 978-4-408-17321-4
  11. 2011年10月7日発売[65]、ISBN 978-4-408-17345-0
  12. 2012年3月7日発売[66]、ISBN 978-4-408-17376-4
  13. 2012年5月7日発売[67]、ISBN 978-4-408-17390-0
  14. 2012年11月7日発売[68]、ISBN 978-4-408-17415-0
  15. 2013年2月7日発売[69]、ISBN 978-4-408-17433-4
  16. 2013年5月9日発売[70]、ISBN 978-4-408-17442-6
  17. 2013年10月9日発売[71]、ISBN 978-4-408-17468-6
  18. 2014年5月9日発売[72]、ISBN 978-4-408-17497-6
  19. 2014年11月8日発売[73]、ISBN 978-4-408-17517-1
  20. 2015年3月9日発売[74]、ISBN 978-4-408-17527-0
  21. 2015年7月9日発売[75]、ISBN 978-4-408-17538-6
  22. 2015年11月9日発売[76]、ISBN 978-4-408-17551-5

- 末田雄一郎（原作）・本庄敬（作画）『マンサンQコミックス 蒼太の包丁ザ・ベスト』実業之日本社〈マンサンQコミックス〉、2014年2月8日発売[77]、ISBN 978-4-408-17488-4

- 末田雄一郎（原作）・本庄敬（作画）『蒼太の包丁 傑作選 試練の修業包丁編』実業之日本社〈マンサンQコミックス〉、2016年12月31日発売[78]、ISBN 978-4-408-17579-9

- 末田雄一郎（原作）・本庄敬（作画）『マンサンQコミックス 蒼太の包丁 Deluxe』実業之日本社〈マンサンQコミックス〉、全20巻
  1. 「板前修業スタート、夏を呼ぶ初鰹編」2017年4月22日発売[79]、ISBN 978-4-408-17582-9
  2. 「兄妹の絆をつなぐ魂の舟盛り編」2017年7月7日発売[80]、ISBN 978-4-408-17587-4
  3. 「北の大地が香り立つ、鮭のちゃんちゃん焼き編」2017年10月20日発売[81]、ISBN 978-4-408-17591-1
  4. 「「マグロはトロ」をくつがえす「テンパ」編」2018年1月31日発売[82]、ISBN 978-4-408-17597-3
  5. 「蒼太、日本橋で「助」に!!編」2018年4月10日発売[83]、ISBN 978-4-408-17599-7
  6. 「堪能!　夏の和食編」2018年7月6日発売[84]、ISBN 978-4-408-17603-1
  7. 「「軍団」からのリクルート!?編」2018年10月30日発売[85]、ISBN 978-4-408-17610-9
  8. 「出世とシイタケ編」2019年1月30日発売[86]、ISBN 978-4-408-17614-7
  9. 「カワハギに賭けた夢編」2019年4月15日発売[87]、ISBN 978-4-408-17619-2
  10. 「さつき、女将への道編」2019年7月4日発売[88]、ISBN 978-4-408-17628-4
  11. 「蒼太と花ノ井、それぞれの道編」2019年10月25日発売[89]、ISBN 978-4-408-17632-1
  12. 「亡き父からの使者編」2020年1月17日発売[90]、ISBN 978-4-408-17636-9
  13. 「決意の帰郷編」2020年4月15日発売[91]、ISBN 978-4-408-17640-6
  14. 「銀座の夏、『富み久』の夏編」2020年4月15日発売[92]、ISBN 978-4-408-17647-5
  15. 「『富み久』、大激震!?編」2020年10月9日発売[93]、ISBN 978-4-408-17651-2
  16. 「絶品、幻の鮭!?編」2021年1月12日発売[94]、ISBN 978-4-408-17657-4
  17. 「白身魚の王様!? オコゼ編」2021年4月14日発売[95]、ISBN 978-4-408-17660-4
  18. 「銀座のミツバチの教え編」2021年7月12日発売[96]、ISBN 978-4-408-17665-9
  19. 「神々が遊ぶ庭・旭川編」2021年10月6日発売[97]、ISBN 978-4-408-17670-3
  20. 「蒼太、道の途中編」2022年1月19日発売[98]、ISBN 978-4-408-17674-1